# Niño Ricardo
Manuel Serrapí Sánchez, né à Séville (Andalousie, Espagne) le 11 juillet 1904 et mort le 14 avril 1972 dans cette même ville, est un guitariste espagnol de flamenco, connu sous le nom de scène de Niño Ricardo. Sa virtuosité lui valut le titre de maestro de la guitare espagnole,. 